# Mali dodeciikozakron
| Mali dodeciikozakron                   | Mali dodeciikozakron                                   |
| -------------------------------------- | ------------------------------------------------------ |
|                                        |                                                        |
| Vrsta                                  | zvezdni polieder                                       |
| Elementi                               | F = 60, E = 120, V =32 ({\displaystyle \chi \,} = -28) |
| Grupa simetrije                        | Ih, [5,3]+, 532                                        |
| Sklici                                 | DU50                                                   |
| mali dodeciikozaeder (dualni polieder) |                                                        |

Mali dodeciikozakron je v geometriji dualno telo malega dodeciikozaedra (U50). Na pogled je enak malemu ditrigonalnemu dodekakronskemu heksekontaedru. Ima 50 sekajočih se v obliki metuljčka oblikovanih stranskih ploskev.